# Limán (Diviziya)
Limán (en ucraniano: Лиман, romanizado: Lymán) es un pueblo ucraniano perteneciente al óblast de Odesa. Situado en el suroeste del país, forma parte del raión de Bíljorod-Dnistrovski y del municipio (hromada) de Diviziya.

## Toponimia
El nombre del asentamiento en otros idiomas de importancia en el asentamiento es también Limán (en ruso: Лиман). Hasta 1947, el nombre oficial del pueblo era Hagider (en ucraniano: Хаджидер, romanizado: Jadzhider; en rumano: Hagider).

## Geografía
Limán se encuentra cerca río Jadzhider, que desemboca en el estuario de Jadzhider, 7 km de Diviziya y a 66 km de Tatarbunari, siendo parte de la región histórica de Budyak.

## Historia
El pueblo fue fundado en 1809 en la región histórica de Besarabia por campesinos siervos ucranianos, que huyeron de sus propiedades en las provincias centrales de Rusia. En 1908 los campesinos pobres organizaron una reunión en la que exigieron la convocatoria de una Asamblea Constituyente y la transferencia de todas las tierras a quienes las trabajan. La policía arrestó a los organizadores de la manifestación.
En enero de 1918 comenzó la intervención y anexión al reino de Rumania. Ese mismo año, los bolcheviques locales crearon una unidad del Ejército Rojo, que luchó contra los rumanos. Como resultado de la reforma agraria llevada a cabo en 1918-1924, las mejores tierras fueron devueltas a los campesinos y colonos ricos, en quienes el gobierno real rumano vio apoyo social.
Hagider fue entregada a la Unión Soviética con el pacto Ribbentrop-Mólotov. El 7 de agosto de 1940 se creó el óblast de Izmaíl, formada por los territorios situados en el sur de Besarabia y que fueron anexados a la RSS de Ucrania. El 29 de julio de 1941, Hagider fue tomada por tropas germano-rumanas durante la operación Barbarroja de la Segunda Guerra Mundial y recuperada en 1944 por tropas soviéticas.
Hasta 1947, el pueblo llevaba el nombre oficial de Hagider (en ucraniano: Хаджидер), en ese año pasó a llamarse Limán. En 1954, se abolió el óblast de Izmaíl y las localidades que la componen se incluyeron en el óblast de Odesa.

## Demografía
La evolución de la población de Limán entre 1930 y 2001 fue la siguiente:
| 1477                                                          | 445 | 153 |
| (Fuente: Cities & Towns of Ukraine y UKRAINE: Größere Städte) |     |     |

Según el censo de 2001, la lengua materna de la mayoría de los habitantes, el 98,04%, es el ucraniano; del 0,65% es el rumano; del 0,65% es el búlgaro; y de ruso, el 0,65%.